# De hotdog
De hotdog is een single van André van Duin. De opnamen vonden plaats onder leiding van muziekproducent Bert Schouten. Nieuw voor André van Duin was de arrangeur en orkestleider Paul Natte. Op beide kanten gebruikte Van Duin diverse stemmetjes uit het televisieprogramma Animal crackers.
De hotdog is een cover van Bird dog, geschreven door Boudleaux Bryant. De bekendste uitvoering van dat lied kwam in 1958 gezongen door The Everly Brothers, zij haalden de tweede plaats in de Billboard Hot 100. André van Duin schreef er een nieuwe dubbelzinnige tekst bij over een keeshond.
André van Duin zong de B-kant vol met Ritsie weer open, een cover van Zip-a-dee-doo-daa onder artiestennaam Moe Kangeroe. Het origineel is geschreven door Allie Wrubel en Ray Gilbert en is afkomstig uit de film Song of the South uit 1946. Ook hier was Van Duin verantwoordelijk voor een nieuwe tekst in dit geval over de buidel van de kangoeroe.

## Hitnotering
De Belgische BRT Top 30 en Vlaamse Ultratop 50 werden niet bereikt.

### Nederlandse Top 40
| Positie: | 28 | 22 | 21 | 31 | uit |

### NederlandseNationale Hitparade Top 100
| Positie: | 92 | 57 | 32 | 24 | 21 | 24 | 34 | 51 | 68 | 80 | uit |